# 1857年大西洋飓风季
1857年大西洋飓风季是美国国家飓风中心大西洋飓风正式数据库中记载的第一个没有形成大型飓风的大西洋飓风季，全季一共只形成四个热带气旋，其中三个达到飓风强度。不过，考虑到当时缺乏包括气象卫星在内的现代观测手段，基本上只有那些在海上遇到船只或是吹袭有人类居住陆地的风暴才有文献记载，所以实际形成的热带气旋数可能更高。气象学家克里斯托弗·朗诗（Christopher W. Landsea）估计，1851至1885年间实际形成的风暴数量可能比数据库中要多零到六场。此外，气象学家何塞·费尔南德斯-帕塔加斯（Jose Fernandez-Partagas）和亨利·迪亚兹（Henry Diaz）的文献还认为德克萨斯州卡梅伦县伊莎贝尔港附近曾有第五个热带气旋存在，但由于这场风暴很可能与第四个热带气旋是同一天气系统，因此大西洋飓风数据库没有收录。
本季首场风暴于6月30日开始在北卡罗莱纳州近海出现，然后在向东移动期间于次日失去踪影。接下来两个月里，整个大西洋盆地都没有观测到热带气旋，直至9月6日才在巴哈马东南方向发现另一场热带风暴。这场风暴增强成飓风，然后登陆北卡罗莱纳州，最终于9月17日在北大西洋上空失去踪影。飓风导致“中美洲号汽船”在海上沉没，船上424人和三万磅黄金长眠大海，进而引发严重的经济危机。9月22至26日间，南卡罗莱纳州以东海域可能有另一场飓风存在，但相关信息很少。9月24日，小安的列斯群岛以东洋面发现另一个热带气旋，经过加勒比海和墨西哥湾吹袭尤卡坦半岛，之后又袭击德克萨斯州伊莎贝尔港，最终于9月30日消散。德克萨斯州格兰德河河口附近多个城镇受到破坏，但损失数额缺乏统计。
这年飓风季低迷的活跃程度还经累积气旋能量指数反映出来，数值仅有43。大致来说，气旋能量指数通过飓风强度和持续时间计算，强度越高、持续时间越长的风暴，其指数也相应越高。只有在热带天气系统风速达到或超过每小时63公里（34节）或热带风暴强度时才会计算该指数，并纳入全面的气象公告，并且亚热带气旋的指数不会计入累积数值。

## 风暴

### 第一号热带风暴
6月30日，“南方之星号”（Star of the South）船只在美国东岸近海遭遇强风。据大西洋飓风数据库记载，本季第一个热带气旋于协调世界时6月30日凌晨0点在北卡罗莱纳州哈特拉斯角（Cape Hatteras）东南方向约160公里海域成型。风暴朝正东略偏北面行进，风速为每小时95公里。7月1日，“弗吉尼亚号”（Virginia）三桅帆船在百慕大西北偏北425公里洋面发现风暴，此后气旋便失去踪影。

### 第二号飓风
9月6日，巴哈马以东洋面发现热带风暴。气旋缓慢朝西北方向逼近美国东岸，于9月9日清晨达到飓风强度。风暴继续沿美国东岸向西北移动，于9月11日在乔治亚州近海增强成二级飓风。9月13日，气旋从北卡罗莱纳州威尔明顿上空登陆，但很快就减弱成热带风暴，并于次日转向东进返回大西洋。9月15日，风暴在海上重新增强成飓风并继续北上，最终于9月17日在中大西洋上空转变成温带气旋。
9月9至10日间，北卡罗莱纳州大部分沿海地区受到飓风破坏，并以哈特拉斯角（Cape Hatteras）灾情严重。新伯尔尼（New Bern）发生洪灾，并因狂风遭受相当程度破坏。据《威尔明顿学报》（Wilmington Journal）报导：“看起来一切能刮倒的东西都被刮倒。栅栏向四面八方倒塌，街上到处都是树枝和连根拔起或被扭断的树木。”美国东岸近海波涛汹涌，多艘船只遇险。9月14日清晨，“诺福克号”（Norfolk）船只的船员在弗吉尼亚州钦科蒂格（Chincoteague）以南仅16公里近海弃船逃生。9月11日，飓风在更偏南面的海域袭击“中美洲号”（Central America）汽船，导致船体破损进水，最终于9月12日夜间沉没，船上424人全部遇难。船上装载的三万磅黄金同样沉入大海，间接引发1857年大恐慌。

### 第三号飓风
“航空号”（Aeronaut）三桅帆船和“阿拉巴马号”（Alabama）双桅纵帆船的报告表明，9月22至26日南卡罗莱纳州查尔斯顿以东约650公里洋面存在狂风天气，费尔南德斯-帕塔加斯和迪亚兹认定这是场一级飓风，最大持续风速约为每小时130公里。不过，风暴的移动路线和强度变化信息均不可考，只能确定曾在北纬32.5°，西经3.5°洋面经过。“杰罗姆骑士号”（Jerome Knight）三桅帆船在海上同飓风遭遇，船体破损进水，最终于9月22日晚沉没。

### 第四号飓风
本季最后一个热带气旋于9月24日凌晨出现在瓜德罗普以东约680海域，起初为热带风暴强度，经小幅强化于9月25日穿越背风群岛。瓜德罗普巴斯特尔的港口有多艘船只被卷入大海。气旋继续向东移动，很快就进入加勒比海。9月26日清晨，风暴增强成飓风。到了9月28日，气旋已达到二级飓风强度并行进至开曼群岛西侧。9月29日清晨经过坎昆后，飓风减弱成热带风暴，然后对美墨边境附近的墨西哥湾沿岸地区构成影响，最终于次日逐渐消散。德克萨斯州伊莎贝尔港（Port Isabel）有数以百计的民居被毁，格兰德河河口附近的多个城镇也受到破坏。